# Aedes novalbopictus
Aedes novalbopictus är en tvåvingeart som beskrevs av Philip James Barraud 1931. Aedes novalbopictus ingår i släktet Aedes och familjen stickmyggor. Inga underarter finns listade i Catalogue of Life.